# Гріхопадіння

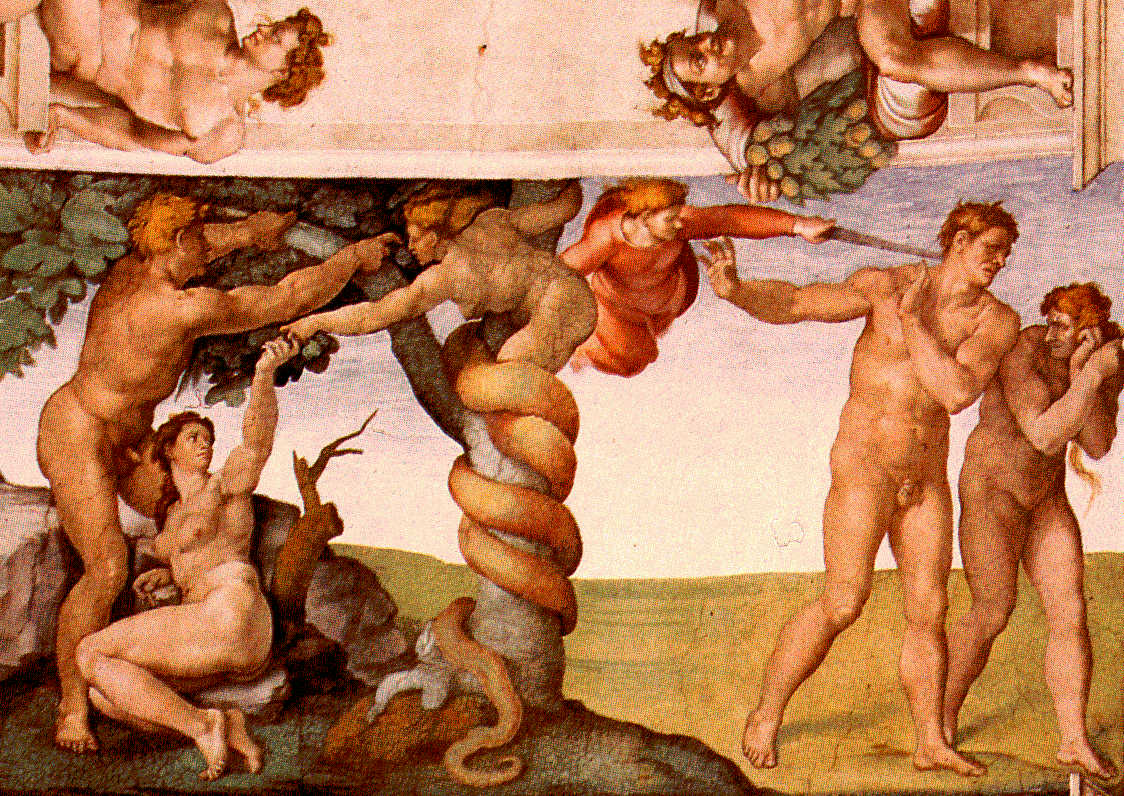
Гріхопадіння на стінах Систинської Капелли в Римі (картина Мікеланджело, 16 ст.): Спокушання Єви та вигнання з Раю

Гріхопаді́ння — так називається вчинок людини, яка грішить, тобто робить помилки, відступає від віри і порушує Божі заповіді, виступає проти Бога і інших людей. Як приклад часто наводять перше гріхопадіння в історії людства, вчинок перших людей, предків людства, Адама і Єви, про який є згадки у Св.Писанні. 
Перші люди, порушуючи Божу заповідь, з'їли заборонений Богом плід райського дерева і через це втратили первинний безпосередній зв’язок із Богом та були вигнані з раю, втративши надію на спасіння і вічне життя. 
З точки зору християнства гріхопадіння вважається найбільшою провиною, яку може вчинити і часто вчиняють люди по відношенню до Бога з часу свого вигнання з раю. Але християни також вірять, що Бог, бувши милостивим за своєю природою, простив людям цю їхню помилку, втілившись в особі Спасителя, Ісуса Христа. Цей вчинок, на думку християнського віровчення, показує Божу милість і любов і відтак дає можливість кожній людині, яка вірить у Бога-Спасителя, незважаючи на її фізичну, моральну і духовну недосконалість і обмеженість, надію на прощення, спасіння і життя вічне.
Вчителі Закону Божого часто використовують історію про гріхопадіння як приклад гріховної природи людини, або як повчання дітям, які не слухають порад своїх батьків або порушують їх. Очевидно, що протягом життя кожна людина хоч інколи робить помилки, в т. ч. порушує зобов'язання, дані батькам, саме в цьому сенсі говорять про гріховну природу людини, наводячи як приклад історію перших людей, вигнаних з раю, за те, що порушили заповідь свого Батька-Бога.
Не відкидаючи християнське вчення в цілому, гуманісти розглядали людину не у вимірі її гріхопадіння і порятунку, а в аспекті її творчого ставлення до себе самої і до всього, що її оточувало.
Деякі богослови звертають також увагу на те, що Бог, бувши всезнаючим, від самого початку знав про непослух і гріхопадіння перших людей, але дав їм право на свободу вибору, а після втілення в особі Спасителя - спасіння і надію на життя вічне.
В епоху Відродження, через погане знайомство людей зі старожитньою християнською традицією з'явилось також багато інших трактувань історії гріхопадіння, які пов'язували гріхопадіння з появою у перших людей статевих стосунків і статевого потягу одне до одного, що з точки зору традиції виглядає просто безглуздям. Можливим поясненням цього факту є те, що вчителі Закону Божого, яким в усі часи доводилося в школах звертати увагу на негативні наслідки ранніх статевих стосунків, як приклад наводили саме історію гріхопадіння, що дало підстави людям, погано знайомим з християнським вченням, тлумачити біблійну історію по-своєму.

## Біблійна історія гріхопадіння

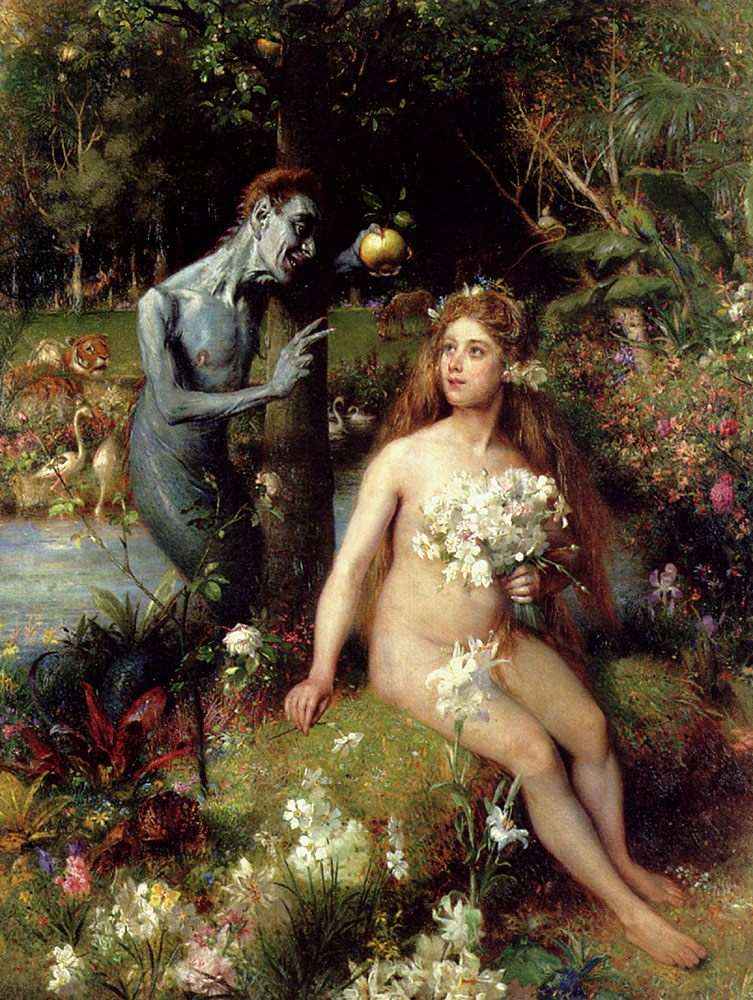
Спокушання Єви. 1910. Автор - Pierre Jean van der Ouderaa, (1841-1915)

Оповісті в Корані та Біблії про гріхопадіння Адама та Єви здебільшого тотожні. 
Святе Письмо нічого не говорить про те, як довго жили людські прабатьки Адам та Єва щасливим життям у раю, а тільки сповіщає про страшну трагедію, яка сталася з вини людини і стала причиною завершення її щастя. 
Існує версія, що змій уособлював Диявола, або Сатану. 
У Біблії сказано, що людина і була створена на образ Божий (1М 1:27). Таким чином якби Адам і Єва послухалися Бога (див. 1М 2:17), вони б не померли. Скуштувавши заборонений плід вони вирішили взяти на себе право вирішувати, що для них є добро, а що зло.
| Текст вилучений зі статті через підозру в порушенні авторських прав |
| --- |
| Текст, що раніше перебував на цій сторінці, запідозрено в порушенні авторських прав на текст із таких джерел: {{{сайт}}} Тому, хто повісив цей шаблон: На сторінку обговорення користувача, який розмістив цю статтю, варто додати повідомлення {{subst:nothanks cv\|Гріхопадіння\|url={{{сайт}}}}} --~~~~. |
| До уваги користувача, який розмістив цю статтю Не редагуйте статтю зараз, навіть якщо ви збираєтеся її переписати. Дотримуйтесь вказівок нижче. - Якщо власник авторських прав на зазначений вище матеріал дозволяє використовувати його на умовах GNU FDL без незмінюваних секцій та Creative Commons із зазначенням автора / розповсюдження на тих самих умовах, будь ласка, сповістіть про це на сторінці обговорення цієї статті. - Якщо правовласником є ви, додайте на зазначеному вище ресурсі примітку: «Матеріали дозволено використовувати на умовах GNU FDL без незмінюваних секцій та Creative Commons із зазначенням автора / розповсюдження на тих самих умовах». - Якщо дозволу на використання цього матеріалу немає, будь ласка, зробіть одне з двох: 1. Напишіть хоча б гарний накид статті на цій підсторінці. Зверніть увагу: не треба копіювати текст, що порушує авторські права, на зазначену підсторінку й редагувати його. Якщо ви взялися за написання нової статті, не забудьте сповістити про це на сторінці обговорення. 2. Залиште все як є, і тоді статтю буде вилучено. У випадку, якщо новий текст написано не буде, цю статтю буде вилучено через тиждень після появи цього попередження (детальніше див. документацію шаблону). Вихідний текст цієї статті з можливим порушенням копірайту можна знайти в історії змін. Зверніть увагу, що розміщення у Вікіпедії матеріалів, автор яких не надав явного дозволу на їхнє використання відповідно до ліцензії GNU FDL без незмінюваних секцій та Creative Commons із зазначенням автора / розповсюдження на тих самих умовах, може бути порушенням законів про авторське право. Користувачів, які додають до Вікіпедії такі матеріали, може бути тимчасово позбавлено права редагувати статті. Попри все, ми завжди раді вашим оригінальним статтям. Дякуємо. Цю сторінку внесено до категорії Вікіпедія:Можливе порушення авторських прав. |

Після гріхопадіння, Адама і Єву виганяють із раю, де жили вони без турботи і смутку. Вони змушені перебратися на необроблену землю, де долею чоловіка стало добувати хліб свій насущний у поті чола, а жінки — народжувати в муках. Райський сад став недосяжною далечиною. Адам і Єва стали причиною того, що «парадіз» — рай (або по-давньоіранському «звідусіль відгороджене місце») тепер можна одержати лише ціною праведного життя, вести яке нелегко з огляду на гріх, що його передала своїм нащадкам перша людська пара через одяг.

## Гріхопадіння в мунізмі
У теології Церкви об'єднання, викладеній у книзі «Виклад Принципу», гріхопадіння трактується не як вживання буквального плоду, а як незаконний акт любові, що порушив початковий Божий план. Це вчення представляє символічне тлумачення біблійної історії з Книги Буття.
Згідно з цим вченням, гріхопадіння відбулося у два етапи:
1. Духовне гріхопадіння. Архангел Люцифер (символізований змієм), відчуваючи заздрість до любові Бога до перших людей, спокусив Єву. Це призвело до незаконного духовного сексуального зв'язку між ними. У цьому контексті «дерево пізнання добра і зла» символізує Єву в період її духовного росту, а «плід» — її любов.[2]
2. Фізичне гріхопадіння. Єва, усвідомивши свій гріх, передчасно вступила у фізичні стосунки з Адамом, намагаючись повернутися до Бога. Однак цей зв'язок відбувся до того, як вони досягли духовної досконалості та отримали Боже благословення, тому він лише поширив гріховний родовід, центром якого став сатана, а не Бог.[3]

Таким чином, коренем гріха вважається не непослух як такий, а зловживання любов'ю, яка є наймогутнішою силою. Наслідком гріхопадіння стало те, що людство успадкувало гріховну природу та опинилося під владою сатани, а Божий ідеал створення Царства Небесного на землі був відкладений і потребує процесу відновлення.

## Гріхопадіння в мистецтві
Художники середньовіччя зображали сцену гріхопадіння, часто вкладали Єві в руку не яблуко, а гранат — така була символіка цієї епохи. З XVIII століття Єву зображають у кокетливій позі як втілення кохання, а наприкінці XIX століття все частіше з’являються картини, де Адам і Єва обнімаються, вперше відчувши невідому їм раніше пристрасть. На деяких полотнах Єву зображують так, що вона стоїть поряд зі змієм, який обвиває дерево пізнання.